# وولکا نادبوژنا (استان ماسوویان)
وولکا نادبوژنا (استان ماسوویان) (به لاتین: Wólka Nadbużna) یک روستا در لهستان است که در گمینا تسرانوو واقع شده‌است.